# تیرداد نصری
تیرداد نصری (۱۳۳۱–۷ آبان ۱۳۸۶) شاعر و ادب‌پژوه ایرانی بود.

## زندگی
تیرداد نصری متولد سال ۱۳۳۱ در سیاهکل بود که پس از سالها زندگی در تنکابن از اواخر دهه ۷۰ به لندن مهاجرت کرد. انتشار آثار او به صفحات ادبی نشریات محدود شده بود. با این حال نگاه شعری نصری و نیز آرای تئوریک وی در مقالات و نقدهایش گویای تلاش در جهت خلق نظریه‌ای بومی برای شعر از سوی او بود. تیرداد نصری هفتم آبان ۱۳۸۶ در لندن درگذشت.

## نقد آثار
م. مؤید، احمد میراحسان، علیرضا بهنام و اسماعیل نوری‌علا شعر او را نقد کرده‌اند. نوری‌علا در کتاب صور و اسباب شعر نو اسم تیرداد نصری را در زمرهٔ شاعران موج نو و شعر منثور ذکر می‌کند.
علیرضا بهنام معتقد است در دوره‌ای که زبان شعر احمد شاملو بر فضای شعر مسلط بود، نصری شیوهٔ دیگری از شعر را شروع کرد.